# Secretaría de Industria y Comercio (Argentina)
La Secretaría de Industria y Comercio de Argentina fue una secretaría de estado dependiente del Poder Ejecutivo Nacional con competencias variadas.

## Historia
Fue creada por decreto-ley n.º 20 262 del 28 de julio de 1944 del presidente de facto de la Nación, general Edelmiro J. Farrell, durante la dictadura denominada «Revolución del 43».
Por decreto n.º 11 344 del 20 de septiembre de 1946 del presidente Juan D. Perón, se reestructuró la secretaría. Y la secretaría pasó a estar conformada por la Dirección Nacional de la Energía (constituida por las direcciones generales de Yacimientos Petrolíferos Fiscales, del Gas del Estado, de Combustibles Vegetales y Derivados, de Combustibles Sólidos Minerales y Centrales Eléctricas del Estado) y las direcciones generales de Comercio, de Industria, de Política Comercial e Industrial, de Asuntos Jurídicos, de Administración y de Delegaciones e Inspecciones.
Por intermedio del decreto n.º 29 780 del 29 de septiembre de 1948, pasaron a dependerle las Subsecretarías de Industria y de Comercio; y las Direcciones Nacionales de la Energía y de Industrias del Estado, así como la Dirección de Defensa Nacional y el Departamento de Plan Quinquenal.
Sancionada la nueva Constitución en 1949, por disposición transitoria 1.ª, se creó el Ministerio de Industria y Comercio.